# Shaka Laka Boom Boom

Shaka Laka Boom Boom est une série télévisée indienne produite par Tashagala Productions, diffusée sur la chaine télévisée Star Plus de 2000 à 2004. Vijay Krishna Acharya (la franchise Dhoom) en est le scénariste.

## Synopsis
L'histoire tourne autour d'un garçon possédant un crayon magique qui lui permet de rendre vivantes les choses qu'il dessine.

## Distribution
- Kinshuk Vaidya : Sanju
- Muhammad Faizan Ali : Sanju
- Rahul Joshi : Shaan
- Hansika Motwani : Karuna
- Sainee Raj : Ritu
- Reema Vohra : Sanjana
- Adnan Jp : Jaggu
- Madhur Mittal : Tito
- Nikhil Yadav : Partho/Poison
- Mamik/Rushad Rana : Sanju adulte/Sandros
- Tanvi Hegde : Fruity
- Lata Sabharwal : Sanju's mother
- Aditya Kapadia : Jhumru
- Vaishali Thakkar : Lalita
- Romit Raaj : Karan
- Jennifer Winget : Piya
- Chahat Khanna : Simple (ex) / Jay Rani
- Tanmay Jahagirdar : Sunny
- Ishita Sharma : Simple
- Mehul : Short Leg
- KK Goswami : Crystal
- Shehzad Khan : Tiger
- Sachin Singh : Monu
- Jagesh Mukati : Mangu
- Kurush Deboo : colonel K.K.
- Bharati Achrekar : le proviseur
- Jarrar Choudhry: l'inspecteur Abhinav
- Frank Anthony : Chandu